# Lista över offentlig konst i Bjurholms kommun
Lista över offentlig konst i Bjurholms kommun är en ofullständig förteckning över främst utomhusplacerad offentlig konst i Bjurholms kommun. 
| Titel                | Konstnär(er)                    | Årtal | Beskrivning | Typ - material   | Stadsdel/ort | Plats Koordinater                                                        | Bild |
| -------------------- | ------------------------------- | ----- | --- | ---------------- | ------------ | ------------------------------------------------------------------------ | ---- |
| Okänd titel          | Wille Sundqvist                 |       | En bäver | Skulptur         |              | Vid värdshuset i Bjurholm 63.93206, 19.21771                             |      |
| Oh, du härliga land! | Mattias Baudin och Linda Baudin | 2011  | Åtta järnstolpar i en ring med bänkar. Stolparna kröns med varsin skulptur i brons. Varje bronsfigur har en historia som är graverade på bronsplåtar. | Skulptur - Brons |              | Balsjö 63.92487, 19.05727                                                |      |
| Vägabstraktion       | Jacob Dahlgren                  | 2011  | En skulptur med vägskyltar i olika reflekterande färger                                                                                               | Skulptur         |              | I närheten av bron som bär riksväg 92 över Lögdeälven 63.99064, 18.79868 |      |